# جامعة الفرات (سوريا)
جامعة الفرات هي جامعة سورية حكومية تأسست عام 2006. تقع في دير الزور ولها فروع في مدن أخرى في سوريا وهي خامس أكبر جامعة في سوريا.
أُنشأت الجامعة بالقانون رقم 33 عام 2006 1/7/2006 في المنطقة الشرقية لتقدم التعليم الجامعي في المحافظات الشرقية (دير الزور، الحسكة، الرقة).
تضم 25 كلية منها 11 في دير الزور و 8 في الرقة و 8 في الحسكة و يتبع لها مركز للتعليم المفتوح ومعهد عالي للغات. يصل عدد الطلاب الإجمالي فيها إلى 7000 وفق احصائية العام الدراسي 2006.[بحاجة لمصدر]

## الكليات:
في دير الزور: الطب البشري ، الهندسة البتروكيميائية، الزراعة، العلوم، الحقوق، الاقتصاد، الآداب، التربية، الطب البيطري، التمريض، الهندسة الكهربائية والميكانيكية.
في الحسكة هناك ثماني كليات وفي الرقة أيضا ثماني كليات
1. كلية الاقتصاد بدير الزور
2. طب الأسنان (الحسكة)
3. الطب البشري (دير الزور)
4. الصيدلة (الرقة)
5. الهندسة البتروكيميائية (قسم هندسة البترول و قسم هندسة الصناعات البتروكيميائية) (دير الزور)
6. الهندسة الميكانيكية والكهربائية/تصميم وإنتاج/(دير الزور)
7. الاقتصاد (الحسكة)
8. الحقوق (الحسكة)
9. الهندسة الزراعية(الحسكة)
10. الآداب والعلوم الإنسانية(الحسكة)
11. كلية العلوم(الحسكة)
12. كلية الطب البيطري(دير الزور)
13. التربية(الحسكة)
14. الهندسة المدنية (الرقّة)
15. التربية (الرقّة)
16. العلوم (بالرقّة)
17. الآداب والعلوم الإنسانية (الرقّة)
18. كلية الهندسة المدنية ( الحسكة )